# J3 League 2025
Die J3 League 2025, aus Sponsorengründen auch als Meiji Yasuda J3 League (jap. 2025 明治安田J3リーグ) bekannt, ist die zwölfte Spielzeit der dritthöchsten Fußball-Spielklasse der japanischen J.League. Die Saison begann mit dem ersten Spieltag am 15. Februar 2025 und soll am 24. November 2025 beendet sein. An dem Spielbetrieb nehmen zwanzig Mannschaften teil.

## Mannschaften
| Verein              | Beheimatet in        | Heimstadion                               | Kapazität | Anmerkung        |
| ------------------- | -------------------- | ----------------------------------------- | --------- | ---------------- |
| Azul Claro Numazu   | Numazu, Shizuoka     | Ashitaka Park Stadium                     | 5.104     |                  |
| Fukushima United FC | Fukushima, Fukushima | Toho Stadium                              | 15.454    |                  |
| Gainare Tottori     | Tottori, Tottori     | Axis Bird Stadium                         | 11.999    |                  |
| FC Gifu             | Gifu, Gifu           | Nagaragawa-Stadion                        | 26.109    |                  |
| Giravanz Kitakyūshū | Kitakyūshū, Fukuoka  | Mikuni World Stadium Kitakyūshū           | 15.066    |                  |
| Kagoshima United FC | Kagoshima, Kagoshima | Shiranami Stadium                         | 19.934    | J2 ▼ (19. Platz) |
| Kamatamare Sanuki   | Takamatsu, Kagawa    | Pikara Stadium                            | 30.099    |                  |
| Kōchi United SC     | Kōchi, Kōchi         | Kōchi Haruno Athletic Stadium             | 25.000    | JFL ▲ (2. Platz) |
| Matsumoto Yamaga FC | Matsumoto, Nagano    | Sunpro-Alwin-Stadion                      | 20.000    |                  |
| AC Nagano Parceiro  | Nagano, Nagano       | Nagano U Stadium                          | 15.491    |                  |
| Nara Club           | Nara, Nara           | Rohto Field Nara                          | 30.600    |                  |
| FC Osaka            | Higashiōsaka, Osaka  | Kintetsu-Hanazono-Rugbystadion            | 30.000    |                  |
| FC Ryūkyū           | Okinawa, Okinawa     | Tapic Kenso Hiyagon Stadium               | 12.270    |                  |
| SC Sagamihara       | Sagamihara, Kanagawa | Sagamihara Gion Stadium                   | 6.291     |                  |
| Tegevajaro Miyazaki | Miyazaki, Miyazaki   | Ichigo Miyazaki Shintomi Football Stadium | 5.354     |                  |
| Thespakusatsu Gunma | Kusatsu, Gunma       | Shoda Shoyu Stadium Gunma                 | 15.253    | J2 ▼ (20. Platz) |
| Tochigi City FC     | Tochigi, Tochigi     | Tochigi Football Stadium                  | 5.129     | JFL ▲ (1. Platz) |
| Tochigi SC          | Utsunomiya, Tochigi  | Kanseki Stadium Tochigi                   | 25.244    | J2 ▼ (18. Platz) |
| Vanraure Hachinohe  | Hachinohe, Aomori    | Prifoods Stadium                          | 5.124     |                  |
| Zweigen Kanazawa    | Kanazawa, Ishikawa   | Kanazawa Stadium                          | 10.444    |                  |

## Ausländische Spieler
| Mannschaft          | Spieler 1          | Spieler 2         | Spieler 3            | Spieler 4         | Spieler 5  | Spieler 6    | Ehemalige Spieler |
| ------------------- | ------------------ | ----------------- | -------------------- | ----------------- | ---------- | ------------ | ----------------- |
| Azul Claro Numazu   | Gustavo Rissi      | Weverton          | Guirone Gueguim      |                   |            |              |                   |
| Fukushima United FC |                    |                   |                      |                   |            |              |                   |
| Gainare Tottori     | Kojo Dadzie        | Jin Shiming       |                      |                   |            |              |                   |
| FC Gifu             | Jon Ander Serantes | Kim Yu-geon       | Mun In-ju            |                   |            |              |                   |
| Giravanz Kitakyūshū | Koh Seung-jin      |                   |                      |                   |            |              |                   |
| Kagoshima United FC | Rodrigo            | Renan             | Gaudencio            |                   |            |              |                   |
| Kamatamare Sanuki   | Eduardo            | Ismael Dunga      |                      |                   |            |              |                   |
| Kōchi United SC     | Kang Sung-chan     |                   |                      |                   |            |              |                   |
| Matsumoto Yamaga FC | Lucas Vargas       | Tiago Santana     | Kim Jun-hyun         |                   |            |              |                   |
| AC Nagano Parceiro  | Lim Ji-hoon        | Lee Seung-won     |                      |                   |            |              |                   |
| Nara Club           | Marc Vito          | Chanapach Buaphan | Thawatchai Inprakhon | Yu Ye-chan        |            |              |                   |
| FC Osaka            | Vinicius Souza     | Lee Dong-yeol     | Woo Sang-ho          | Shin Dong-min     | Ha Ji-sung | Kim Yoon-sik |                   |
| FC Ryūkyū           | Park Seong-su      | Jo Eun-soo        |                      |                   |            |              |                   |
| SC Sagamihara       | Noam Baumann       | Kevin Pytlik      | Rafael Furtado       | Origbaajo Ismaila |            |              | Robin Maulun      |
| Tegevajaro Miyazaki | Lee Chung-won      | Kim Geon-yeon     |                      |                   |            |              |                   |
| Thespakusatsu Gunma | Kim Je-hee         |                   |                      |                   |            |              |                   |
| Tochigi City FC     | Matej Jonjić       | Carlos Eduardo    | Taofiq Jibril        |                   |            |              |                   |
| Tochigi SC          | Kenneth Otabor     | Rafael Costa      | Kim Min-jun          |                   |            |              |                   |
| Vanraure Hachinohe  | Thales Paula       |                   |                      |                   |            |              |                   |
| Zweigen Kanazawa    | Patric             |                   |                      |                   |            |              |                   |

## Tabelle
| Pl.                  | Verein                  | Sp. | S | U | N | Tore    | Diff. | Punkte |
| -------------------- | ----------------------- | --- | - | - | - | ------- | ----- | ------ |
| 1.                   | FC Osaka                | 6   | 4 | 1 | 1 | 006:300 | +3    | 13     |
| 2.                   | Tochigi City FC (N)     | 6   | 4 | 1 | 1 | 008:600 | +2    | 13     |
| 3.                   | Kagoshima United FC (A) | 6   | 3 | 2 | 1 | 012:700 | +5    | 11     |
| 4.                   | Nara Club               | 6   | 3 | 2 | 1 | 010:800 | +2    | 11     |
| 5.                   | Tegevajaro Miyazaki     | 6   | 3 | 1 | 2 | 008:600 | +2    | 10     |
| 6.                   | Giravanz Kitakyūshū     | 5   | 3 | 0 | 2 | 006:300 | +3    | 09     |
| 7.                   | AC Nagano Parceiro      | 5   | 3 | 0 | 2 | 007:600 | +1    | 09     |
| 8.                   | Kamatamare Sanuki       | 6   | 2 | 2 | 2 | 005:500 | ±0    | 08     |
| 9.                   | Vanraure Hachinohe      | 5   | 2 | 1 | 2 | 006:600 | ±0    | 07     |
| 10.                  | Zweigen Kanazawa        | 5   | 2 | 1 | 2 | 006:600 | ±0    | 07     |
| 11.                  | Tochigi SC (A)          | 6   | 2 | 1 | 3 | 004:500 | −1    | 07     |
| 12.                  | Thespakusatsu Gunma (A) | 6   | 2 | 1 | 3 | 009:110 | −2    | 07     |
| 13.                  | Fukushima United FC     | 5   | 2 | 1 | 2 | 008:100 | −2    | 07     |
| 14.                  | SC Sagamihara           | 6   | 2 | 1 | 3 | 005:800 | −3    | 07     |
| 15.                  | Azul Claro Numazu       | 5   | 1 | 3 | 1 | 004:200 | +2    | 06     |
| 16.                  | Matsumoto Yamaga        | 4   | 1 | 2 | 1 | 004:300 | +1    | 05     |
| 17.                  | Kōchi United SC (N)     | 6   | 1 | 2 | 3 | 007:900 | −2    | 05     |
| 18.                  | Gainare Tottori         | 6   | 1 | 2 | 3 | 004:700 | −3    | 05     |
| 19.                  | FC Ryūkyū               | 6   | 1 | 1 | 4 | 003:600 | −3    | 04     |
| 20.                  | FC Gifu                 | 6   | 1 | 1 | 4 | 007:120 | −5    | 04     |
| Stand: 25. März 2025 |                         |     |   |   |   |         |       |        |

| Zum Saisonende 2025: |                                               |
| Drittligameister und Aufstieg in die zweite Liga Aufstieg in die zweite Liga Qualifikation zu den Aufstiegsspielen zur zweiten Liga Relegation Abstieg in die vierte Liga |                                               |
| Zum Saisonende 2024: |                                               |
| (A) | Absteiger aus der J2 League 2024              |
| (N) | Aufsteiger aus der Japan Football League 2024 |